# فالساد اينا
فالساد اينا (بالإنجليزية: Valsad INA)‏ هي منطقة سكنية تقع في الهند في منطقة فالساد. يقدر عدد سكانها بـ 890 نسمة .